# ريكاردو ساليس
ريكاردو ساليس (من مواليد 8 يونيو 1975) هو سياسي برازيلي شغل منصب وزير البيئة منذ 1 يناير 2019 في عهد الرئيس جايير بولسونارو.
عمل ساليس سابقًا كسكرتير لحاكم ساو باولو جيرالدو ألكمين ووزير البيئة بالولاية.

## السيرة الشخصية
ولد ريكاردو ساليس في مورومبي في ساو باولو لعائلة من المحامين. حصل على شهادته في القانون من جامعة ماكنزي المشيخية، وأجرى دراسات عليا في جامعتي كويمبرا ولشبونة، ودرس إدارة الأعمال في مؤسسة جيتوليو فارغاس. لما يقرب من سبع سنوات كان يعتقد أن ساليس حاصل على درجة الماجستير من جامعة ييل. في عام 2019 بعد أن أكدت ييل أن ساليس لم يدرس هناك أبدًا، زعم بعد ذلك أن المعلومات تم تقديمها بشكل غير صحيح من قبل أحد المساعدين.
في عام 2006 شارك ساليس في تأسيس «حركة البرازيل المستقيمة» وعبارة «كن أكثر يمينًا البرازيل». عارضت الحركة رئاسات لويس إيناسيو لولا دا سيلفا وديلما روسيف، وتدعم الليبرالية الاقتصادية. ساليس كان مرشحًا لمنصب نائب الولاية في عام 2010 كعضو في حزب الديمقراطيين، وحصل على 25.000 صوتًا لكنه فشل في أن يتم انتخابه. كان مرشحًا لمنصب نائب فيدرالي في انتخابات 2018 لكنه لم ينتخب مرة أخرى، وحصل على 36.603 أصوات (0.17٪ من جميع الأصوات الصحيحة).
منذ عام 2017 يخضع ساليس لتحقيق من قبل المدعين العامين في ولاية ساو باولو لانتهاكه القوانين البيئية. وهو متهم بتعديل خطة إدارة منطقة محمية في نهر تييتي «بقصد واضح لإفادة القطاعات الاقتصادية»، وأكد ساليس براءته وقال إن أدلة القضية «تؤكد موقفه». كما يخضع للتحقيق بشأن سوء سلوك إداري محتمل لأنه أمر بإزالة تمثال نصفي لكارلوس لاماركا من حديقة ريو تورفو الحكومية في ساو باولو، خلال فترة عمله كوزير للبيئة بالولاية.
على الرغم من تصريحات الرئيس بولسونارو الانتقادية بشأن اتفاقية باريس، فقد دافع ساليس عن ضرورة بقاء البرازيل في الاتفاقية، مضيفًا أنه «يجب السماح للبلاد بالاحتفاظ باستقلاليتها عند اتخاذ القرارات البيئية». تعرض ساليس لانتقادات في البرازيل وعلى الصعيد الدولي على حد سواء لتخفيف اللوائح لصالح المصالح الاقتصادية للأعمال الزراعية في البلاد، وزيادة إزالة الغابات في غابات الأمازون المطيرة وتفاقم عواقبها، مثل حرائق الغابات عام 2019 التي دفعت العديد من الدعوات لاستقالته.